# Antão de Almada, 3.º conde de Avranches

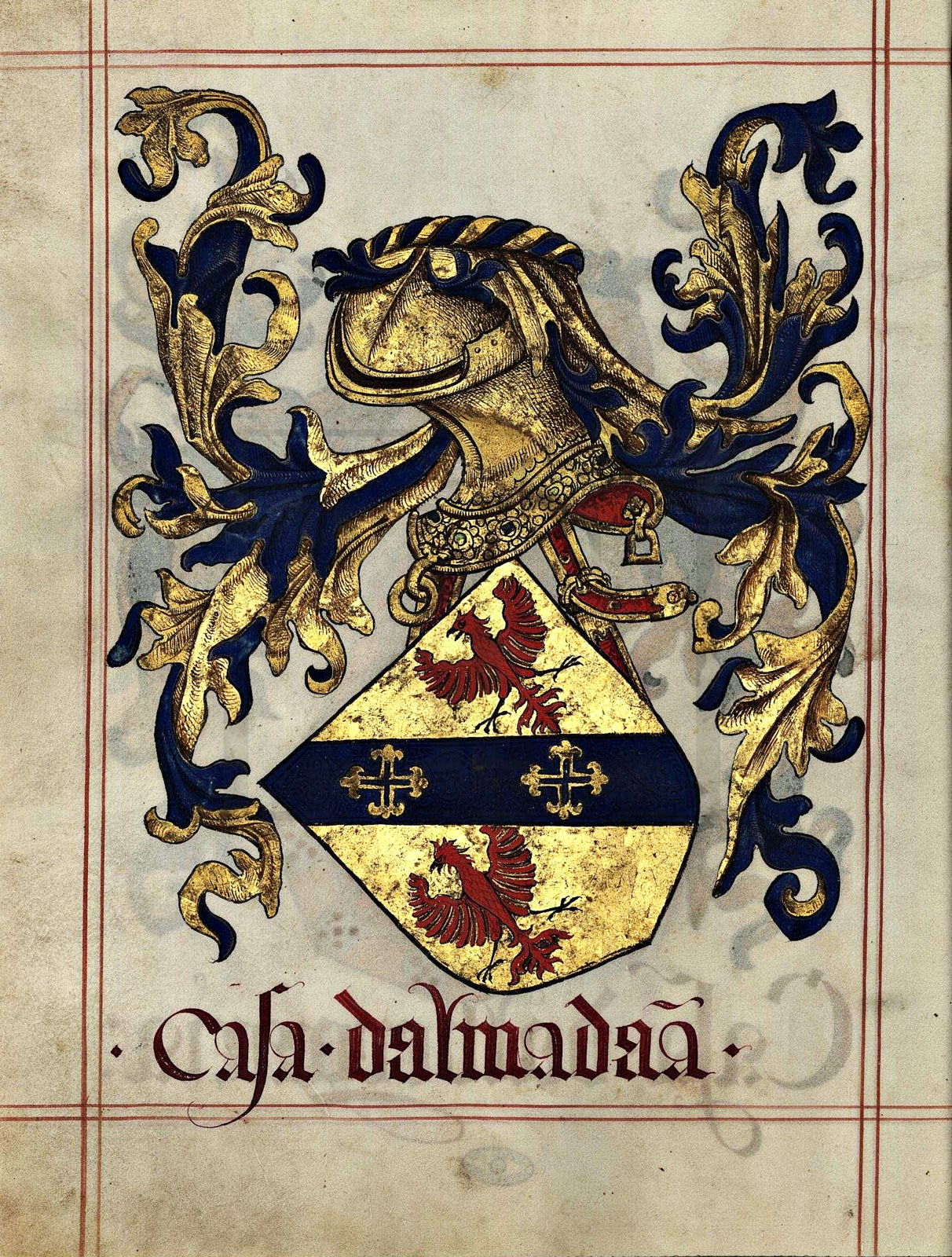
Armas de Almada chefe, Livro do Armeiro-Mor (fl 60)

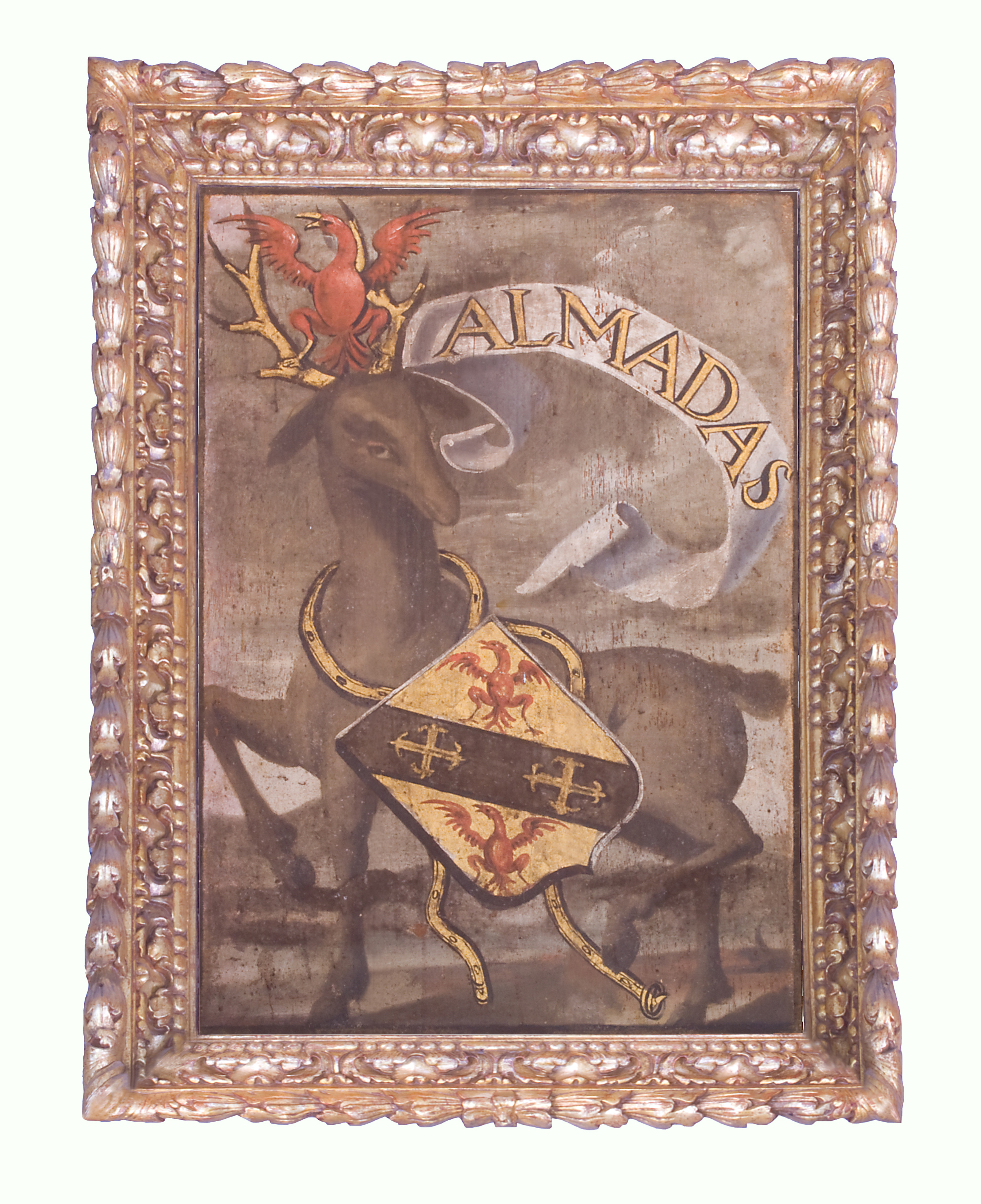
Pintura das Armas dos Almadas, mandadas executar no tempo de D. Manuel I no Palácio Nacional de Sintra, editada por Anselmo Braamcamp Freire no seu Livro dos Brasões da Sala de Sintra

Antão de Almada ou D. Antão Abranches como por vezes era designado, 6.º senhor dos Lagares d´El-Rei, fidalgo da Casa d'el-Rei, Cavaleiro do Conselho de D. Manuel I e de D. João III, foi Capitão-Mor do Mar do Reino no tempo de D. Manuel, por carta de confirmação, que tivera seu pai e avô, feita em Montemor-o-Novo, no 1 de Março de 1496, assim como foi Alcaide-mor de Lisboa.
O seu brasão de armas constam do Livro do Armeiro-Mor (fl 60) como chefe da família Almada e sua nobre casa.

## Dados biográficos
Estando e volta a Portugal, vindo de Espanha, Fernão de Oliveira dedica-se a lecionar para jovens fidalgos e entre os quais está D. Antão de Almada (filho de D. Fernando de Almada, por sugestão do qual publicará aquela que é considerada a primeira gramática portuguesa).
Em 18 de Abril de 1504 recebeu a informação oficial que passaria a receber a tensa de 400 reais, a partir do inicio do ano seguinte, pagos pela casa da sisa dos vinhos de Lisboa, em satisfação da renda do sisão dos judeus, tal como tinha tido seu pai e seu avô paterno.
Na "Crónica do Cardeal Rei D. Henrique", publicada pela Sociedade de Propaganda aos conhecimentos úteis, edição de 1840 fls. 179, também se refere a este facto, dizendo que: "Recebendo-se uma senhora com um fidalgo da casa dos Almadas, nos Paços dos Estaus, D. João III acompanhou os noivos e atravessando o Rossio, até à casa deles que era ao lado do convento de São Domingos".
A respeito do seu casamento diz o Padre João Baptista de Castro, no "Mapa de Portugal" 2ª parte, cap. XI - do acompanhamento com que os Reis saíam pela cidade e caminhavam com a côrte: Honravam tanto os seus criados que alguns iam levar a suas casas em dia de noivado: assim se lê de El-Rei D. João III, que recebendo D. Maria de Menezes com o avô de D. Antão d'Almada no Paço dos Estaus (onde hoje está o teatro D. Maria II, vizinho do Palácio Almada), saiu El-Rei acompanhando-a, atravessou o Rossio, e chegou até à esquina das casas que hoje são de Braz da Silveira; e apontando para a dos Almadas, lhe disse galantemente: D. Maria, até aqui cheguei para vos mostrar as vossas casas, para que vos não enganassem, e levassem a outras.
Por escritura de compra existente no arquivo da Casa Almada e a isso se refere Afonso de Ornelas, sabe-se que precisamente aí que em 1509 o D. Antão comprou uns terrenos para ampliar o jardim do Palácio do Rossio, que se estenderam até à antiga muralha da cidade chamada de D. Fernando.
A. Santos Conceição, no seu livro "Condeixa-a-Nova, diz: "Em sua vida, quando El-Rei D. Manuel passou por Condeixa, foi ali honrado com a aposentadoria do Soberano em sua casa".
Segundo Braancamp, no "Brasões do Paço de Sintra", ao descrever o convento dos Loios em Évora diz: "Na casa do capítulo está um túmulo que diz: Aqui jaz D. Maria de Menezes, mulher do Capitão D. Antão de Almada, depositada até seus herdeiros a transladarem para Igreja de São Domingos de Lisboa. Faleceu a 1 de Agosto de 1562".

## Dados genealógicos
D. Antão de Almada (3.º Conde de Avranches).
Filho de: D. Fernando de Almada, 2.º conde de Abranches,
e de: D. Constança de Noronha, 5.ª senhora dos Lagares d´El-Rey.
Casou
Com: D. Maria de Menezes, filha de D. Rodrigo de Meneses, Comendador de Grândola, etc., e de D. Leonor Mascarenhas, filha de Martim Vaz de Mascarenhas.
Tiveram:
- D. Fernando de Almada, que casou duas vezes. Com D. Catarina de Albuquerque, filha e herdeira de Lopo Soares de Albergaria, 1.º Senhor de Pombalinho e Governador da Índia. A 2.ª vez com D. Maria de Meneses, filha de Henrique de Sá, Senhor de Sever, Matosinhos e Alcaide-Mor do Porto.
- D. João de Abranches, partiu de Lisboa em 1554 para ocupar o lugar de capitão-mor de Diu[7] e lá morreu solteiro.[8]
- D. Manuel de Meneses, Bispo de Lamego e Coimbra, morreu na Batalha de Alcácer Quibir.
- D. Rodrigo de Meneses de Abranches ou D. Rodrigo de Almada, depois conhecido por D. Rodrigo de Meneses, fidalgo escudeiro, capitão-mor das Ilhas Molucas,[9] que morreu em 1552, solteiro, na Índia.[10]
- D. Leonor de Menezes, foi a terceira mulher de Vasco da Silveira, Alcaide-Mor de Castelo Rodrigo, Camareiro-Mor do Infante D. Fernando, viúvo em 1ª núpcia de D. Brites Freire e em 2.ª de D. Maria Melo; era filho de Jorge da Silveira e de sua 1.ª mulher D. Margarida de Mendoça; neto paterno de Fernão da Silveira, 1.º Senhor de Sarzedas, Coudel-Mor do Reino, Regedor da Casa da Suplicação, etc., e de D. Isabel Henriques; neto materno de Duarte de Mendoça, Comendador de Torrão, e de D. Genebra de Melo. S.G.
- D. Brites de Menezes, casada com D. Rodrigo de Melo, 1.º Conde de Tentúgal, Marquês de Ferreira, falecida a 10 de Maio de 1585.
- D. Ilena e D. Catarina, freiras no Mosteiro de Santa Clara de Coimbra.[10]

Teve ilegítimos:
- D. Francisco, moço fidalgo da Casa delRey D. Manuel[11], ou D. Francisco de Castro que passou para a Índia em 1525. Indo na empresa de Diu, com o governador Nuno da Cunha, no assalto à Ilha de Beth, lá morreu. S.G.[10]
- D. Isabel de Castro, esta senhora esteve noiva de D. Tristão de Meneses (filho ilegítimo do Comendador de Grândola) que morreu antes de efectuar o casamento. Depois casou com Luís da Veiga, senhor do prazo de Boutro (que depois terá ficado para o sogro, D. Antão), desembargador da Casa da Suplicação,[10] Desembargador dos Agravos, filho de Pedro Vaz da Veiga e de D. Isabel Pinheiro, Dama da Infanta D. Brites, Duquesa da Guarda; neto paterno de Tristão da Veiga e de Leonor Taveira; neto materno do Doutor Pedro Esteves Cogominho, Desembargador e Ouvidor das terras do Duque de Bragança, Coudel-Mor de Guimarães, Vedor das Obras do Minho e Trás-os-Montes, Cavaleiro da Ordem de Aviz, instituidor do Morgado de Pouve, e de D. Isabel Pinheiro. S.G.

## Controvérsia
Não há a certeza de que tenha usufruído do título de conde de Avranches ou Abranches, tal como tinha sido seu pai e avô, apesar de ser o filho varão e de se saber que nenhum dos seus irmãos o tenham usado.